# Filippo Fraternali
Filippo Fraternali (Sant'Angelo in Vado, 15 maart 1973) is een Italiaanse astronoom en hoogleraar gasdynamica en evolutie van sterrenstelsels aan de Rijksuniversiteit Groningen.

## Opleiding en carrière
Fraternali studeerde in 1998 cum laude af aan de Universiteit van Bologna in Italië op onderzoek naar radiosterrenstelsels met de ruimtetelescoop Hubble. Hij promoveerde in 2002 in Bologna op een proefschrift over warm en koud gas in de schijf en de halo van het spiraalvormige sterrenstelsel NGC 2403. Daarna deed hij achtereenvolgens onderzoek aan het Kapteyn Instituut van de Rijksuniversiteit Groningen (2002), aan het Nederlands instituut voor radioastronomie ASTRON (2003) en aan de Universiteit van Oxford (2004 - 2006). Van 2006 tot 2017 was hij universitair docent aan de Universiteit van Bologna. In 2017 werd hij universitair hoofddocent in Groningen en in 2019 hoogleraar.

## Onderzoek
Fraternali onderzoekt onder andere hoe sterrenstelsels groeien doordat ze materie opnemen uit het intergalactische medium. Daarbij kijkt hij naar nabije, oude sterrenstelsels en verre, jonge sterrenstelsels. Fraternali doet zowel waarnemingen als theoretisch onderzoek. In 2019 schreef hij met twee Italiaanse sterrenkundigen het lesboek Introduction to Galaxy Formation and Evolution. In 2020 publiceerde hij met collega-onderzoekers in Nature over de waarneming van een extreem ver en dus zeer jong sterrenstelsel dat verrassend veel op onze 'oude' Melkweg lijkt.

## Prijzen en onderscheidingen
- 2004 Marie-Curie post-doctoral fellowship[6]
- 2017 Abilitazione Scientifica Nazionale (Habilitatie)[6]
- 2020 Friedrich Bessel Research prize van de Alexander von Humboldt Stiftung[7]
- 2020 George Darwin Lectureship Award[8][9]